# 고두모
고두모(高斗模, 1938년 7월 19일 ~, 전라북도 군산시)는 대상그룹 회장을 지낸 대한민국의 기업인이다.

## 학력
- 군산고등학교
- 서울대학교 경제학과 경제학 학사
- 서던 캘리포니아 대학교 대학원 경제학 석사

## 경력
- 외환은행 브뤼셀지점 지점장
- 미원 식품 전무이사
- 미원 부사장
- 미원통상 대표이사사장
- 미원그룹 동남아사업총괄 사장
- 대상 대표이사 회장
- 대상그룹 회장
- 한국경영자총협회 부회장
- 대한상사중재원 중재인
- 대상그룹 고문

## 참고 자료
- 고두모 네이트 인물검색
- 고두모 네이버 인물검색